# الكبوب (المقاطرة)

تعديل مصدري - تعديل

الكبوب هي إحدى قرى عزلة الاشاهبة بمديرية المقاطرة التابعة لمحافظة لحج، بلغ تعداد سكانها 638 نسمة حسب تعداد اليمن لعام 2004.